# 安娜·约森达尔
安娜·兰戈斯·约森达尔（挪威語：Anna Langås Jøsendal；2001年4月29日—），挪威女子职业足球运动员，司职前锋，目前效力于哈马比足球俱乐部和挪威国家女子足球队。她曾代表挪威参加2022年欧洲女子足球锦标赛和2023年国际足联女子世界杯等多场国际赛事。